# هیروشی هارا
هیروشی هارا (به ژاپنی: 原広司) (۹ سپتامبر ۱۹۳۶ – ۳ ژانویهٔ ۲۰۲۵) معمار برجستهٔ ژاپنی بود. او تا سال ۱۹۹۷ استاد معماری دانشگاه توکیو بود. گنبد ساپورو از آثار اوست.
هیروشی هارا در ۳ ژانویهٔ ۲۰۲۵، در سن ۸۸ سالگی درگذشت.